# Loxton (Australia)
Loxton – miasto w Australii, w stanie Australia Południowa.